# Djatlow
Djatlow (russisch Дятлов) oder in der weiblichen Form Djatlowa  (russisch Дятлова) ist ein Familienname.

## Namensträger
- Alexander Iwanowitsch Djatlow (Александр Иванович Дятлов; 1910–1948), sowjetischer Offizier, Held der Sowjetunion (1945)
- Anatoli Stepanowitsch Djatlow (Анатолий Степанович Дятлов; 1931–1995), sowjetischer Kerntechnikingenieur; Leiter des Versuchs, der zur Nuklearkatastrophe von Tschernobyl führte
- Galina Nikolajewna Djatlowa, Geburtsname von Galina Mazin-Datloof (Галина Николаевна Дятлова; * 1949), russisch-israelische Malerin, Karikaturistin und Illustratorin
- Igor Alexejewitsch Djatlow (Игорь Алексеевич Дятлов; 1936–1959), sowjetischer Student, Anführer der beim Unglück am Djatlow-Pass verstorbenen Wandergruppe
- Natalja Wassiljewna Djatlowa, Geburtsname von Natalja Wassiljewna Smirnizkaja (Наталья Васильевна Смирницкая (Дятлова); 1927–2004), sowjetische Leichtathletin, Europameisterin im Speerwurf 1950
- Wassili Petrowitsch Djatlow (* 1969), belarussischer Fußballspieler